# Пик углерода-14 в 774 году
Пик углерода-14 в 774 году — связывающееся с чрезвычайно мощной солнечной вспышкой увеличение на 1,2 % концентрации космогенного изотопа углерода-14 в древесных кольцах, датируемых 774 годом нашей эры; одно из так называемых событий Мияке. Впервые было обнаружено в 2012 году во время изучения японских кедров. Дата события определялась посредством дендрохронологии. Вначале точность измерений была недостаточной, и датировка события колебалась между 774 или 775 годами, однако уточнённые измерения, опубликованные в 2018 году и ссылающиеся на образцы древесины, взятые по всему земному шару, от Ямала до Новой Зеландии, показали, что событие относится к июлю 774 года (±1 месяц с 95-процентной доверительной вероятностью).
Всплеск концентрации космогенных изотопов бериллия 10Be и хлора 36Cl, обнаруженный в антарктических и гренландских ледяных кернах, также связывают с событием 774 года.
Событие представляется глобальным, так как подобный пик углерода-14 был найден в кольцах деревьев из Германии, России, США и Новой Зеландии.
Как видно на графике, пик показывает резкое увеличение содержания углерода-14 в целлюлозе на ~1,2 %, за которым идёт медленное снижение, что типично для мгновенного производства углерода-14 в атмосфере. Для объяснения такого роста необходимо одномоментное внесение в атмосферу (9,6 ± 0,5) × 1026 атомов 14C, что более чем в три раза (3,2 ± 0,2) превышает его количество, в среднем образующееся в атмосфере за год.
Основное объяснение состоит в том, что событие было вызвано выбросом солнечных частиц от очень сильной солнечной вспышки (или серии вспышек), возможно, самой сильной из когда-либо известных, но в пределах возможностей Солнца. Другие версии, например о том, что Земля подверглась гамма-излучению от мощного гамма-всплеска из глубокого космоса или воздействию кометы, маловероятны и противоречат наблюдаемым данным. Если событие действительно было обусловлено солнечной вспышкой и сопутствующим выбросом протонов, достигшим Земли, то энергетический спектр протонов был крайне жёстким. Количество космогенных изотопов, возникших в атмосфере под действием космических лучей, было в 40—50 раз больше, чем во время наибольшего непосредственно наблюдавшегося события 23 февраля 1956 года, и максимальным за все 11 тысячелетий голоцена. Атмосферные модели для такого события предсказывают глобальное снижение содержания озона в озоновом слое на 8,5 % и определённое влияние на погодные условия (изменение среднемесячной поверхностной температуры до ±4 °С в некоторых районах).
Исходя из пика углерода-14 в 774 году, в 2020 году была раскрыта загадка Пор-Бажына — городища в Туве, заброшенного почти сразу после постройки. Удалось найти следы недавнего всплеска в деревянной балке, датировать 777 годом и предположить, что именно последующий через пару лет мятеж с убийством правителя Бёгю-кагана сделал сооружения ненужными.
Лукас Вакер и его соавторы по событию Мияке смогли определить год строительства церкви Креста в монастыре Святого Иоанна в Швейцарии, подтвердив выводы другой группы учёных о 785 годе.
В 2017 году был определён год, когда от извержения вулкана Пэктусан погибло откопанное дерево лиственницы. Таким образом, было обнаружено, что землетрясение и извержение произошли в 946 году и не имеют отношения к падению государства Бохай.
В 2023 году было вычислено, что, вероятно, крепость на озёрном острове в Латвии (Арайши) строилась в 835 году, то есть на 50—60 лет позже, чем некоторые учёные предполагали до этого.